# Wish (ECサイト)
Wish（ウィッシュ）は、アメリカ合衆国のインターネットショッピング。およびそのプラットフォーム（オンラインマーケットプレイス）の越境ECサイト。ウィッシュはポーランド系カナダ人であるピーター・シュルチェフスキー（Piotr Szulczewski）と、前CTOであったダニー・チャン（Danny Zhang）によって2010年、サンフランシスコで設立された。
ウィッシュは、サンフランシスコに拠点を置く「ContextLogic Inc.」によって運営されている。検索バー形式だけに頼らず、顧客ごとに視覚的にショッピング体験をパーソナライズするプラットフォームサービスとなる。売り手はウィッシュに商品を掲載し、消費者に直接販売することが可能である。ウィッシュは決済サービスプロバイダーと連携して決済を行い、商品の仕入れや返品管理は自社では一切行っていない。

## 歴史
ウィッシュは、元Googleのエンジニアであるシュルチェフスキーによってコンテキストロジック（ContextLogic）というソフトウェア会社としてスタートした。2010年9月、コンテキストロジック170万ドルの投資を受け、YelpのCEOであったジェレミー・ストッペルマン（Jeremy Stoppelman）が関与している。
2011年5月、シュルチェフスキーは、大学時代の友人であったダニー・チャンを招致し「Wish」として再スタート。企業名であるWishとは「ウィッシュリスト」から取られており、買い物客がお気に入りの商品のウィッシュリストを作成してから、その販売者とマッチングできるようにするアプリケーションとしてプログラミングされた。また、Facebookに広告を掲載することで、クリック報酬型広告による公告収益で運営するビジネスモデルであった。
2013年、シュルチェフスキーは、カリフォルニア州メンロパークにあるGGVCapitalの投資家と出会っており、ここで売上の多くがニューヨーク州やカリフォルニア州では無く、フロリダ州、テキサス州、中西部から来ていることを指摘した。この指摘からウィッシュは、クリック型広告収入モデルからWishのアプリに直接製品を販売できる様サイトの運営方式を変更しており、ウィッシュでの売上の一部を手数料収入として受け取るEコマースサイトへと変化を遂げている。
2017年には、ウィッシュはアメリカで最もダウンロードされたeコマースアプリケーションとなっている。この年、NBAチームであるロサンゼルス・レイカーズと複数年にわたるパートナーシップに署名しており、2018年にはネイマールやポール・ポグバなど数々の有名サッカー選手をフィーチャーしたワールドカップキャンペーンを実施している。
2018年、ウィッシュは世界中で最もダウンロードされたアプリとなり、同社の収益は2倍の19億ドルに達している。
2019年の時点で、ウィッシュは売上高で米国で3番目に大きなEマーケットプレイスとなり、2019年8月、運営会社であるコンテキストロジックは、プライベート・エクイティ・ファンドであるGeneral Atlanticが主導する資金調達ラウンドで資金提供を受けたことで、同社の評価額は112億ドルとなった 。また、中国の大手Eコマースサイトである京東商城はウィッシュの投資家として名を連ねる。コンテキストロジックは2020年に新規公開株式を行い、ナスダックへの上場を果たしている。

## サービス
100万を超えるセラーが直接販売を行うためウィッシュのプラットフォームに製品を掲載している。アプリを通じ入手できる商品の大半は中国及びアメリカ以外の国からとなっており、商品の大半が軽量な小包であるため、中国郵政とアメリカ合衆国郵便公社間で重量が2kg未満の商品に関して送料を下げる合意がとられている。また、ウィッシュでは、配達の速度よりも送料節約を優先する顧客向けに、5日から場合により6〜8日での速達サービスと、2〜3週間程度掛かる通常の発送サービスを提供している。

## 諸問題
ウィッシュは消費者直接取引（D2C）を軸とするため、主要な電子商取引サイトの間で共通の懸念となる、低品質または偽造品を掲載しているとして批判されている。顧客は、売り手からのコミュニケーションの欠如と品質について多くの不満を持っており、批判に応え、シュルチェフスキーはフェイスブックの幹部を雇い、商品の無料提供や割引と引き換えに約10,000人のウィッシュユーザーコミュニティを組織し、悪質な販売者リストを作成し公開を行っている。
購入者の国で違法とされるアイテムをウィッシュ上で購入することが可能であり、2020年1月、イギリスのランカシャー州の男性が、ウィッシュを通じスタンガンを購入したとして11か月の懲役刑を言い渡されている。
フランスでは2021年11月に、プラットフォームで販売されている多くの商品がヨーロッパの規制に準拠していないとフランス当局が告発したため、ウィッシュのウェブサイトやGoogleのよるウィッシュの検索結果などが閲覧不可となり、スマートフォン用アプリはフランスのGoogleアプリストアから排除された。また、プラットフォーム上で模倣品が販売されているとして同様に批判した。